# Joseph Whipp
Joseph Whipp (San Francisco, 12 luglio 1941) è un attore statunitense.

## Biografia
Il suo primo ruolo lo ha avuto nel 1979 per il film Fuga da Alcatraz come guardia della prigione. Nel 1984 è apparso nel film horror A Nightmare on Elm Street nel ruolo di poliziotto e nel 1987 in The Hidden. Ha anche recitato nel 1996 nel film horror Scream nel ruolo di sceriffo. Nel 2005 ha preso parte al film The Gold Bracelet.
Joseph ha lavorato nella soap-opera Generations nel ruolo di Charles Mullen negli anni 1989-1990, e in General Hospital nel ruolo di Marty nel 1991. Ha fatto anche altre apparizioni in show TV, inclusi Lou Grant, Giudice di notte e ER e Detective Monk

## Filmografia parziale

### Cinema
- Fuga da Alcatraz (Escape from Alcatraz), regia di Don Siegel (1979)
- Nightmare - Dal profondo della notte (A Nightmare on Elm Street), regia di Wes Craven (1984)
- Body Rock, regia di Marcelo Epstein  (1984)
- Amazons, regia di Alejandro Sessa (1986)
- L'alieno (The Hidden), regia di Jack Sholder (1987)
- Scream, regia di Wes Craven (1996)

### Televisione
- Autostop per il cielo (Highway to Heaven) – serie TV, episodio 1x21 (1985)
- The Tomorrow Man, regia di Bill D'Elia – film TV (1996)
- Detective Monk (Monk) - serie TV, episodio 2x10 (2004)
- NCIS - Unità anticrimine (NCIS) - serie TV, episodio 11x21 (2014)
- Criminal Minds - serie TV, episodio 10x10 (2014)
- 9-1-1: Lone Star - serie TV, episodio 4x12 (2023)

## Doppiatori italiani
Nelle versioni in italiano delle opere in cui ha recitato, Joseph Whipp è stato doppiato da:
- Domenico Crescentini in Detective Monk
- Luigi Scribani in The Middle (ep. 1x10)
- Gianluca Machelli in The Middle (ep. 1x13)
- Angelo Nicotra in Criminal Minds